# 飛鳥井雅和
飛鳥井 雅和（あすかい まさかず、1942年〈昭和17年〉2月12日 - ）は、KBS京都の元アナウンサー。血液型はB型。ニュース・スポーツ・情報番組などを幅広く担当していた。
現在はフリーアナウンサーとして活動している。
同期入社は小崎愃。

## 生涯
旧公家にして伯爵を叙された飛鳥井一族の一人として誕生する。出身地は横浜市。
1945年（昭和20年）、母方の親戚があった岐阜県に疎開し、少年時代を過ごす。
1960年（昭和35年）4月、立命館大学法学部に入学する。立命館大学放送局（RBC）に入り、その後局長に就いた。
1964年（昭和39年）3月、大学を卒業する。同年4月、京都放送のアナウンサーとして入社する。
2002年（平成14年）2月28日、定年退職。
2005年（平成17年）1月8日、中尾卓一の喜寿を祝う会が大津プリンスホテルの大宴会場「淡海」で催され、その司会を務めた。

## 出演

### 情報番組
- あぐり京都（第4日曜 12:00 - 12:30 KBS京都、2005年4月24日 - ） - 案内役[注釈 2]

### テレビドラマ
- 『ニュースキャスター沢木麻沙子』（フジテレビ、金曜エンタテイメント） - 朝田順一 役
  - 「京都・出雲殺人事件」（1998年11月06日）
  - 「京都・博多殺人事件」（1999年10月15日）
  - 「京都・高知殺人事件」（2000年12月15日）
  - 「京都・加賀殺人事件」（2001年09月21日）
  - 「京都・別府殺人事件」（2002年11月15日）

## 過去の担当番組
- タイムリー10
- NEWSワイド京都
- 京都新聞ニュース
- 全国高校野球選手権大会京都大会
- 競馬中継

## 系譜
特に注が無い限り、霞会館 1996, p. 32を出典としている。
- 祖父：飛鳥井恒麿（1859 - 1924）
- 祖母：飛鳥井ツ子（1871 - 1944） - 高橋島五郎長女、恒麿後妻
- 父親：飛鳥井勉　（1902 - 1944）
- 母親：飛鳥井タカ（1908 - ） - 不破克己長女